# ブレイクアウト (スウィング・アウト・シスターの曲)
「ブレイクアウト」（Breakout）は、1986年にリリースされたスウィング・アウト・シスターの通算2枚目のシングル。発売元はマーキュリー・レコード（ユニバーサル ミュージック グループ）。

## 解説
「ブレイクアウト」の歌詞はデモの提出の締め切りを忘れており、一晩で書き上げたものだった。ファッションデザイナーの仕事に復帰しないといけなければ中、デモの制作に追われた時に「こんなの私の望んでいる暮らしじゃない」と思ったといい、デザイナーの仕事でお金を稼げたとして「それに何の意味がある？ すべてが満たされるわけじゃないのに」と思ったことがインスピレーションとなった。デモのヴォーカルは録音機能の付いたウォークマンに録音した。
レコーディング中、複雑な和音を簡略化するように迫ったプロデューサーのポール・オダフィとアンディとの間で攻防があったが、アンディの案が通った。

## 収録曲
A-SIDE
1. ブレイクアウト [3:48]
Produced by Paul Staveley O'Duffy
(作詞・作曲：Andy Connell, Corinne Drewery, Martin Jackson)

B-SIDE
1. ダーティー・マネー [3:46]
Produced by Swing Out Sister
(作詞・作曲：Andy Connell, Corinne Drewery, Martin Jackson)

### 12inch
A-SIDE
1. Breakout (N.A.D. Mix) [7:00]

B-SIDE
1. Breakout (7" Version) [3:48]
2. Dirty Money [3:46]

## クレジット
Breakout
- Mastered at Sterling Sound

Dirty Money
- Engineered by Tim Oliver
- Mastered at Sterling Sound

## 受賞・ノミネート
| 年     | 音楽賞                      | 賞                 | 結果       |
| ------ | --------------------------- | ------------------ | ---------- |
| 1988年 | 1988 MTV Video Music Awards | 最優秀新人ビデオ賞 | ノミネート |

## タイアップ
- ソフトバンク「PREMIUMシリーズ (820SH・821SH)」CMソング[8] (2007年)
- フジテレビ系「ユアタイム〜あなたの時間〜」オープニングテーマ (2016年4月5日のみ)